# Jean Kolb
Pour les articles homonymes, voir Kolb.
Jean Kolb, né Sylvain Kolb le 27 novembre 1880 à Lyon et mort le 2 juillet 1959 au Trait, est un dramaturge, réalisateur et acteur français.

## Biographie
Fils de Marie-Thérèse Kolb, il a également utilisé le pseudonyme de « Septmons ».
Il fut secrétaire de l'Apollo en 1914.

## Théâtre
- 1930 : Un mois chez les filles, pièce en 3 actes d'après le roman de Maryse Choisy, en collaboration avec Fernand Rivers et Léon Belières[4].
- 1931 : La femme du chef de gare, en collaboration avec Léon Belières[5]
- Le Père Lampion, en collaboration avec Léon Belières, Théâtre de l'Ambigu.
- Le Tiers porteur ou l'Honneur de Désiré, opérette en 1 acte en collaboration avec André de Fouquières[2],[6].
- 1950 : Madame est servie, Paris, Théâtre Daunou[7].

## Filmographie
- 1932 : Ordonnance malgré lui
- 1933 : Le Coq du régiment
- 1934 : Remous
- 1934 : Les Bleus de la marine
- 1934 : Compartiment de dames seules
- 1935 : La Sonnette d'alarme
- 1936 : L'École des journalistes
- 1936 : Un de la légion
- 1937   Les dégourdis de la 11e : Le directeur du théâtre
- 1938 : La Goualeuse
- 1943 : L'Homme de Londres
- 1945 : La Part de l'ombre
- 1948 : Une mort sans importance
- 1949 : La Bataille du feu
- 1951 : Piédalu à Paris
- 1951 : Mon phoque et elles